# Tomoyasu Asaoka
Tomoyasu Asaoka (n. 6 aprilie 1962, Tokyo⁠(d), Tokyo, Japonia – d. 6 octombrie 2021) a fost un fotbalist japonez.

## Statistici
| Japonia | Japonia | Japonia |
| An      | Meciuri | Goluri  |
| ------- | ------- | ------- |
| 1987    | 1       | 0       |
| 1988    | 5       | 0       |
| 1989    | 2       | 0       |
| Total   | 8       | 0       |